# 向忠発
向 忠発（しょう ちゅうはつ）は、中華民国の革命家。名は仲発だが、筆名の忠発で知られる。仮名は楊特生などがある。

## 事跡
青年時代は漢陽の軍需工場で学徒として働き、後に漢陽造幣廠で勤務した。後に埠頭人夫などにもなっている。1922年（民国11年）、中国共産党に加入し、湖北省の工会（労働組合）で活動した。後に漢冶萍公司総工会副委員長を務めている。
1926年（民国15年）、向忠発は、中共湖北区執行委員会委員となる。また、国共合作に伴い、中国国民党漢口市党部工人部部長も兼任した。このほかにも、武漢工人糾察隊総指揮、武漢工会委員長、中華全国総工会執行委員会委員なども務めている。翌1927年（民国16年）、武漢国民政府人民裁判委員会委員に任ぜられた。同年、共産党の第5回全国代表大会で中央委員に当選し、八七会議では臨時中央政治局委員に選出されている。まもなくソビエト連邦に赴き、中国共産党駐コミンテルン代表に任ぜられた。
1928年（民国17年）2月、向忠発はコミンテルン執行委員会第9回拡大全体会議に出席し、コミンテルン執行委員会委員・主席団委員に選出された。さらにモスクワで開かれた中国共産党第6回全国代表大会で向は中央委員に再選され、6期1中全会で中央政治局常務委員・中央総書記に抜擢される。しかし、向は中央宣伝部長李立三の傀儡に過ぎず、実権は李が握り、いわゆる「李立三コース」が推進された。
1931年（民国20年）初頭に李立三が失脚した頃、向忠発は帰国した。しかし6月22日、上海で国民政府により逮捕され、24日、銃殺刑に処された。享年52。